# 현경면
현경면(玄慶面)은 대한민국 전라남도 무안군에 위치한 면이다.

## 개요
현경면은 1914년 현화면의 19개리, 망운면의 3개리를 병합하여 현화와 다경의 이름을 따서 현경면이라 칭하고 무안군에 편입 12개리 관할한다.

## 법정리
- 가입리
- 동산리
- 마산리
- 송정리
- 수양리
- 양학리
- 오류리
- 외반리
- 용정리
- 평산리
- 해운리
- 현화리

## 교육
- 현경초등학교 (외반리)
- 현경북초등학교 (오류리)
- 현경남초등학교 (폐교) - 현경면 현남길 367 (양학리)
- 현화초등학교 (폐교) - 현경면 내현화길 60-14 (현화리)
- 양정초등학교 (폐교) - 현경면 봉월로 140 (용정리)
- 현경중학교 (외반리)
- 현경고등학교 (폐교) - 현경면 운해로 1551 (외반리)